# Anders Eide
Anders Eide (* 7. März 1971 in Snåsa) ist ein ehemaliger norwegischer Skilangläufer.

## Werdegang
Eide, der für den Snåsa IL startete, hatte seinen ersten internationalen Erfolg bei den Nordischen Junioren-Skiweltmeisterschaften 1990 in Les Saisies. Dort gewann er die Silbermedaille über 30 km Freistil. Im folgenden Jahr holte er bei den Nordischen Junioren-Skiweltmeisterschaften in Reit im Winkl die Goldmedaille mit der Staffel. Sein erstes Weltcuprennen lief er im März 1992 in Vang, das er auf dem 44. Platz über 50 km klassisch beendete. Im März 1993 holte er in Oslo mit dem 19. Platz über 50 km klassisch seine ersten Weltcuppunkte und errang Anfang März 1994 in Lahti den zweiten Platz mit der Staffel. Bei den Nordischen Skiweltmeisterschaften 1995 in Thunder Bay belegte er den 12. Platz über 50 km Freistil. In der Saison 1995/96 kam er bei 16 Starts im Weltcupeinzel, 13-mal in die Punkte und sechsmal unter die ersten Zehn. Dabei erreichte er in Lahti mit dem sechsten Platz über 30 km Freistil seine beste Einzelplatzierung im Weltcup. Zudem errang er in Lahti den dritten Platz und in Oslo den zweiten Platz mit der Staffel. Die Saison beendete er auf dem 11. Platz im Gesamtweltcup. Dies war zugleich sein bestes Gesamtergebnis im Weltcup. Nach dritten Plätzen zu Beginn der Saison 1996/97 in Kiruna und in Davos jeweils mit der Staffel, erreichte er mit zwei Top-Zehn-Platzierungen den 25. Platz im Gesamtweltcup. Zudem siegte er in Brusson mit der Staffel. Beim Saisonhöhepunkt, den, Nordischen Skiweltmeisterschaften 1997 in Trondheim, belegte er den 26. Platz über 30 km Freistil.
In der Saison 1997/98 kam Eide achtmal in die Punkteränge, davon zweimal unter die ersten Zehn und erreichte damit den 18. Platz im Gesamtweltcup und den 13. Rang im Sprintweltcup. Außerdem siegte er in Beitostølen mit der Staffel und errang in Lahti den zweiten Platz mit der Staffel. Bei den Olympischen Winterspielen 1998 in Nagano lief er auf den 11. Platz über 50 km Freistil. In den folgenden Jahren nahm er nur noch an wenigen Weltcups teil. Seinen 55. und damit letzten Weltcupstart im Einzel absolvierte er im März 2005 in Oslo, den er auf dem 34. Platz im über 50 km klassisch beendete. Bei norwegischen Meisterschaften siegte er im Jahr 1998 über 10 km und 50 km.

## Teilnahmen an Weltmeisterschaften und Olympischen Winterspielen

### Olympische Spiele
- 1998 Nagano: 11. Platz 50 km Freistil

### Nordische Skiweltmeisterschaften
- 1995 Thunder Bay: 12. Platz 50 km Freistil
- 1997 Trondheim: 26. Platz 30 km Freistil

## Platzierungen im Weltcup

### Weltcup-Statistik
Die Tabelle zeigt die erreichten Platzierungen im Einzelnen.
- 1.–3. Platz: Anzahl der Podiumsplatzierungen
- Top 10: Anzahl der Platzierungen unter den ersten zehn
- Punkteränge: Anzahl der Platzierungen innerhalb der Punkteränge
- Starts: Anzahl gelaufener Rennen in der jeweiligen Disziplin
- Hinweis: Bei den Distanzrennen erfolgt die Einordnung gemäß FIS.

| Platzierung         | Distanzrennen a | Distanzrennen a | Distanzrennen a | Distanzrennen a | Distanzrennen a | Skiathlon Verfolgung | Sprint | Etappen- rennen b | Gesamt | Team c | Team c  |
| Platzierung         | ≤ 5 km          | ≤ 10 km         | ≤ 15 km         | ≤ 30 km         | > 30 km         | Skiathlon Verfolgung | Sprint | Etappen- rennen b | Gesamt | Sprint | Staffel |
| ------------------- | --------------- | --------------- | --------------- | --------------- | --------------- | -------------------- | ------ | ----------------- | ------ | ------ | ------- |
| 1. Platz            |                 |                 |                 |                 |                 |                      |        |                   |        |        | 2       |
| 2. Platz            |                 |                 |                 |                 |                 |                      |        |                   |        |        | 3       |
| 3. Platz            |                 |                 |                 |                 |                 |                      |        |                   |        |        | 3       |
| Top 10              |                 | 3               | 2               | 3               | 2               | 1                    |        |                   | 11     | 1      | 11      |
| Punkteränge         |                 | 8               | 11              | 10              | 7               | 3                    |        |                   | 39     | 1      | 13      |
| Starts              |                 | 12              | 12              | 13              | 13              | 4                    | 1      |                   | 55     | 1      | 13      |
| Stand: Karriereende |                 |                 |                 |                 |                 |                      |        |                   |        |        |         |

### Weltcup-Gesamtplatzierungen
| Saison    | Gesamt | Gesamt | Mitteldistanz | Mitteldistanz | Langdistanz | Langdistanz | Sprint | Sprint |
| Saison    | Punkte | Platz  | Punkte        | Platz         | Punkte      | Platz       | Punkte | Platz  |
| --------- | ------ | ------ | ------------- | ------------- | ----------- | ----------- | ------ | ------ |
| 1992/93   | 12     | 71.    | -             | -             | -           | -           | -      | -      |
| 1993/94   | 39     | 46.    | -             | -             | -           | -           | -      | -      |
| 1994/95   | 54     | 39.    | -             | -             | -           | -           | -      | -      |
| 1995/96   | 286    | 11.    | -             | -             | -           | -           | -      | -      |
| 1996/97   | 116    | 25.    | -             | -             | 64          | 20.         | 47     | 30.    |
| 1997/98   | 158    | 18.    | -             | -             | 46          | 25.         | 112    | 13.    |
| 1998/99   | 13     | 78.    | -             | -             | -           | -           | 13     | 74.    |
| 1999/2000 | 48     | 68.    | 16            | 56.           | 32          | 33.         | -      | -      |
| 2000/01   | 7      | 117.   | -             | -             | -           | -           | -      | -      |